# Отрадный (Тахтамукайский район)
Отрадный (адыг. Гушӏуагъо) — посёлок в Тахтамукайском муниципальном районе Республики Адыгея России. Входит в Тахтамукайское сельское поселение.

## Население
| 2002 | 2010 | 2013 | 2014 | 2015 | 2016 | 2017 |
| ---- | ---- | ---- | ---- | ---- | ---- | ---- |
| 671  | ↗677 | ↗680 | ↘674 | ↗677 | →677 | ↗685 |
| 2018 | 2019 | 2020 | 2021 | 2023 | 2024 |      |
| ↘671 | ↘662 | ↗696 | ↘638 | ↗661 | ↗664 |      |

По данным Всероссийской переписи 2021 года:
| Народ               | Численность, чел. | Доля от всего населения, % |
| ------------------- | ----------------- | -------------------------- |
| русские             | 377               | 59,09 %                    |
| адыги               | 176               | 27,59 %                    |
| другие / не указано | 85                | 13,32 %                    |
| всего               | 638               | 100,0 %                    |

## Улицы
- Гагарина,
- Гаражная,
- Павлова,
- Победы,
- Садовая,
- Широкая.